# Pölkenstraße 8 (Quedlinburg)

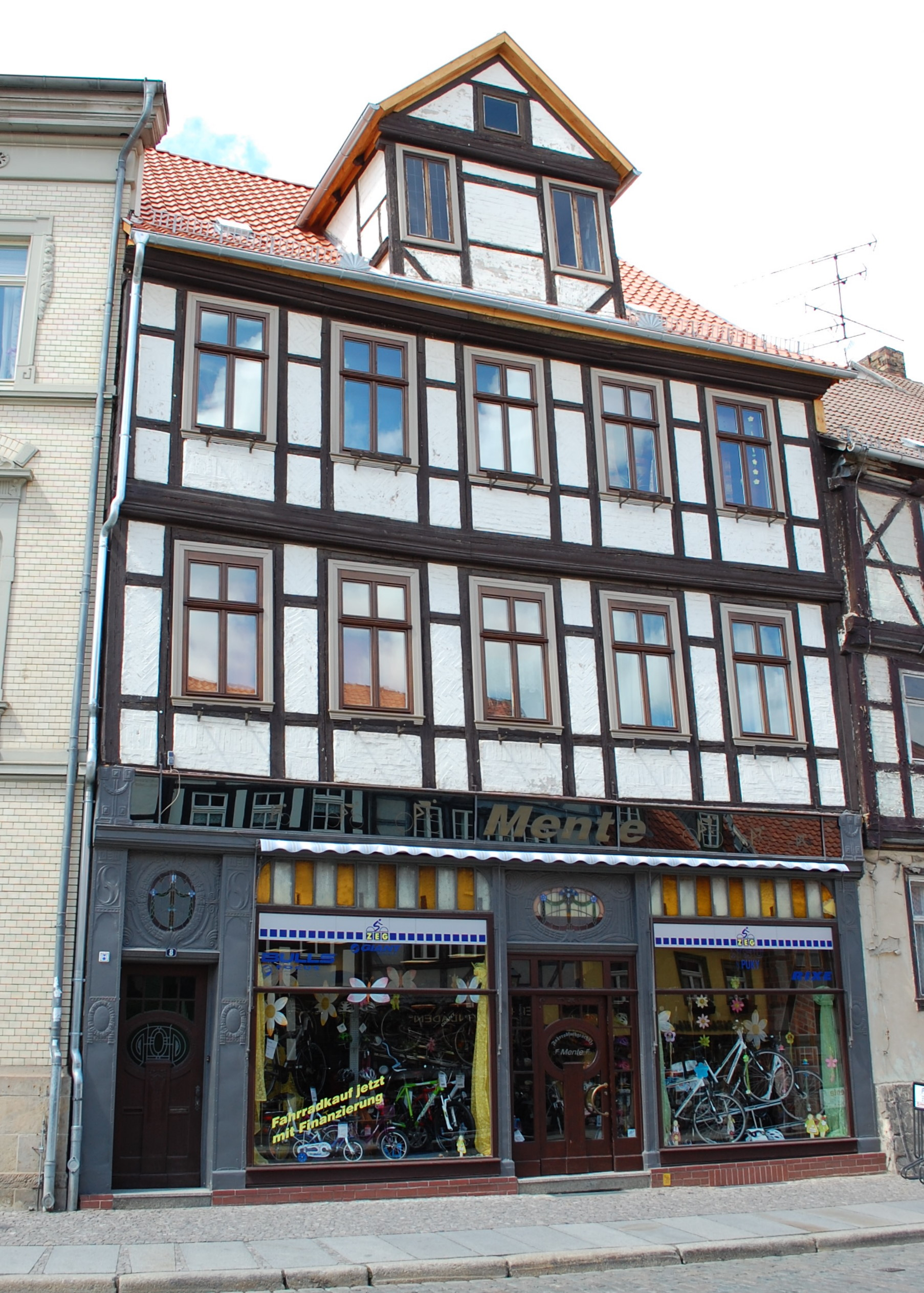
Haus Pölkenstraße 8

Das Haus Pölkenstraße 8  ist ein denkmalgeschütztes Gebäude in der Stadt Quedlinburg in Sachsen-Anhalt.

## Lage
Es befindet sich in der historischen Neustadt Quedlinburgs und gehört zum UNESCO-Weltkulturerbe. Im Quedlinburger Denkmalverzeichnis ist das Gebäude als Kaufmannshaus eingetragen.

## Architektur und Geschichte
Das dreigeschossige Fachwerkhaus ist in spätbarockem Stil errichtet. Die Fassade weist kräftige Profilbohlen auf. Darüber hinaus sind die Gefache mit Zierausmauerungen versehen. Zur Straßenseite hin trägt das Gebäude ein Zwerchhaus.
Im Erdgeschoss des Hauses besteht ein im Jugendstil gestalteter Ladeneinbau, der heute (Stand 2012) als Fahrradgeschäft genutzt wird.
Auf dem Hof des Anwesens gibt es zwei als Segmentbögen ausgeführte Arkaden. Die aus Bruchsteinen errichteten Arkaden sind untereinander im Winkel angeordnet. Es wird vermutet, dass es sich um den Überrest einer Grottenarchitektur aus der Zeit des Barock handelt.